# Khalid Naciri
Pour les articles homonymes, voir Naciri.
Khalid Naciri est un homme politique et avocat marocain né le 5 mars 1946 à Casablanca et décédé le 5 avril 2023 à Rabat. 
Il est ministre de la Communication, porte-parole du gouvernement marocain entre 2007 et 2012. Il est du 20 août 2018 à son décès,  Ambassadeur du Maroc en Jordanie.

## Biographie
Né en mars 1946 à Casablanca, Sidi Mohamed Khalid Naciri est l’aîné de sa fratrie. Issu de la famille des Naciri de la Zaouïa Naciria à Tamegroute (Souss-Massa-Drâa), Khalid Naciri a entretenu des liens très étroits avec les érudits de la famille, dont son oncle Cheikh Mohamed Mekki Naciri.
Après avoir passé sa jeunesse au quartier des Habous à Casablanca, il étudie au Lycée Lyautey de Casablanca puis à l'Université Mohamed V à Rabat. Très tôt, il montre un intérêt particulier pour la politique. En 1967, il rejoint les rangs de l’Union nationale des étudiants du Maroc (UNEM) en même temps que la section de Casablanca du Parti communiste marocain.
Il est titulaire d'une licence en droit en 1969 à la faculté de droit de Casablanca puis en 1970 d'un diplôme d'études supérieures en sciences politiques à la faculté de droit de Rabat. Il exerce comme avocat au barreau de Casablanca de 1970 à 1973, puis de 1986 à 1996.
En 1975, il est élu au comité central du Parti communiste marocain, devenu en 1974 le Parti du Progrès et du Socialisme (PPS) — il est élu au bureau politique du PPS en juillet 1995.
En 1983, maître assistant à l'Université Hassan II de Casablanca il soutient une thèse de doctorat d'État en droit public à l'université Paris II.
Le 10 décembre 1988, après de longues années de préparation, Khalid Naciri cofonde avec d’autres militants des droits de l’Homme, l'Organisation marocaine des droits humains (OMDH), dont il assurera la présidence en 1990 et 1991.
Durant cette période, il enseigne le droit constitutionnel et les sciences politiques à la faculté de droit de l'université Hassan II à Casablanca ainsi que dans diverses autres institutions d'enseignement supérieur.
En 1996, il est nommé par le roi Hassan II au poste de directeur de l’Institut Supérieur de l’Administration, pôle d’excellence réservé à la formation des hauts cadres de l’administration marocaine, situé à Rabat. Il occupe ce poste jusqu'en 2013.
En mars 2000, il est élu à l’unanimité par le Conseil de la Ligue arabe à la tête de la Commission Arabe Permanente des Droits de l'Homme, qu'il préside jusqu'en 2006 (trois mandats successifs).
Le 15 octobre 2007, il est nommé par le roi Mohammed VI ministre de la Communication et porte-parole du 29e Gouvernement du Royaume du Maroc, dirigé par le Premier ministre Abbas El Fassi.
Il reprend ses fonctions de directeur de l’Institut Supérieur de l’Administration jusqu'en janvier 2013.
Le 20 août 2018, il est nommé par le roi Mohammed VI ambassadeur au Royaume Hachemite de Jordanie.
Khalid Naciri est l'auteur de plusieurs ouvrages, études et articles en droit public et en sciences politiques.